# Distichophytum
 (juin 2024).
La mise en forme du texte ne suit pas les recommandations de Wikipédia : il faut le « wikifier ».
Les points d'amélioration suivants sont les cas les plus fréquents. Le détail des points à revoir est peut-être précisé sur la page de discussion.
- Les titres sont pré-formatés par le logiciel. Ils ne sont ni en capitales, ni en gras.
- Le texte ne doit pas être écrit en capitales (les noms de famille non plus), ni en gras, ni en italique, ni en « petit »…
- Le gras n'est utilisé que pour surligner le titre de l'article dans l'introduction, une seule fois.
- L'italique est rarement utilisé : mots en langue étrangère, titres d'œuvres, noms de bateaux, etc.
- Les citations ne sont pas en italique mais en corps de texte normal. Elles sont entourées par des guillemets français : « et ».
- Les listes à puces sont à éviter, des paragraphes rédigés étant largement préférés. Les tableaux sont à réserver à la présentation de données structurées (résultats, etc.).
- Les appels de note de bas de page (petits chiffres en exposant, introduits par l'outil «  Source ») sont à placer entre la fin de phrase et le point final[comme ça].
- Les liens internes (vers d'autres articles de Wikipédia) sont à choisir avec parcimonie. Créez des liens vers des articles approfondissant le sujet. Les termes génériques sans rapport avec le sujet sont à éviter, ainsi que les répétitions de liens vers un même terme.
- Les liens externes sont à placer uniquement dans une section « Liens externes », à la fin de l'article. Ces liens sont à choisir avec parcimonie suivant les règles définies. Si un lien sert de source à l'article, son insertion dans le texte est à faire par les notes de bas de page.
- La présentation des références doit suivre les conventions bibliographiques. Il est recommandé d'utiliser les modèles {{Ouvrage}}, {{Chapitre}}, {{Article}}, {{Lien web}} et/ou {{Bibliographie}}. Le mode d'édition visuel peut mettre en forme automatiquement les références.
- Insérer une infobox (cadre d'informations à droite) n'est pas obligatoire pour parachever la mise en page.

Pour une aide détaillée, merci de consulter Aide:Wikification.
Si vous pensez que ces points ont été résolus, vous pouvez retirer ce bandeau et améliorer la mise en forme d'un autre article.
Distichophytum est un genre de plantes vasculaires, éteintes du Silurien supérieur (Ludfordien) au Dévonien précoce (Emsien), vers 426 à Il y a 393 millions d'années . Le genre a une histoire taxonomique enchevêtrée, étant également connu sous les noms de Bucheria et Rebuchia (voir ci-dessous).

## Description

Reconstitution stylisée du port de Distichophytum ovatum. Basé sur les informations de, mais pas sur le chiffre, qui est plus « réaliste ».

Le genre a été découvert pour la première fois sous forme de fossiles, datant du Dévonien inférieur (Pragien ou Siegénien à Emsien, 411 à il y a 393 millions d'années ), constitué d'épis isolés de sporanges (organes formant des spores), trouvés à Beartooth Butte, Wyoming, États-Unis d'Amérique. Des spécimens de D. ovata avec des sporanges attachés aux tiges, ont ensuite été trouvés au même endroit. La base de la plante reste inconnue ; la partie connue était d'environ 8,5 cm de hauteur. Le sporophyte était constitué de tiges étroites sans feuilles (axes) de 1,5 à 2,0 mm de diamètre, qui se ramifiaient de manière dichotomique. Les tiges qui ne portaient pas de sporanges, se terminaient par des pointes émoussées ; les branches fertiles portaient des épis compacts unilatéraux contenant jusqu'à 20 sporanges attachés latéralement, plus ou moins opposés. Les sporanges avaient une forme de rein (réniformes) et possédaient de courtes tiges d'environ 1,5 mm de long, qui s'incurvaient de manière que tous les sporanges soient regroupés d'un seul côté de la tige. Les sporanges se scindent (déhiscents) en deux moitiés égales distalement pour libérer les spores non décorées. Des spécimens de la flore pragienne de l'île Bathurst, au Nunavut, au Canada, ont ensuite été également attribués à cette espèce, bien que leurs sporanges soient plus petits.
Une deuxième espèce possible, D. mucronatum, a des tiges plus étroites et moins ramifiées et à des sporanges plus petits ainsi que de forme quelque peu différente de ceux de D. ovata . Hueber considérait que les différences de forme des sporanges étaient dû à la compression, et que les autres différences étaient trop petites pour justifier une espèce différente. Schweitzer a placé les deux dans le même genre mais comme espèces différentes. Une troisième espèce possible a été découverte dans les sédiments de l'île Bathurst, au Nunavut, au Canada, du Silurien supérieur (Ludfordien, 426 à il y a 423 millions d'années ); aucun nom d'espèce ne lui a été donné, car une mauvaise conservation masquait la forme du sporange.

## Taxonomie
Le genre a une histoire taxonomique quelque peu embrouillée qui a été clarifiée par Kotyk et al. Le genre Bucheria Dorf a été créé en 1933 pour ce qui est aujourd'hui D. ovata . Indépendamment, Distichophytum Mägdefrau a été créé en 1938 pour D. mucronatum . Plus tard, Bucheria Dorf a été découvert comme étant un homonyme de Bucheria Heynhold de 1846, et l'alternative Rebuchia (une anagramme de Bucheria ) a été suggérée temporairement par Høeg en 1967, mais uniquement comme genre de forme pour les pointes mal conservées. Rebuchia a été officiellement créée par Hueber en 1970 en remplacement de Bucheria Dorf, invalide. Cependant, Hueber considérait Bucheria ovata Dorf et Distichophytum mucronatum Mägdefrau comme la même espèce. Auquel cas le nom Distichophytum avait la priorité sur son Rebuchia et aurait dû être utilisé comme nom de genre.

## Phylogénie
En se basant sur la forme en haricot des sporanges, leur position latérale sur la tige, soutenue par de courtes tiges, et leur mécanisme de déhiscence, Hueber a classé le genre dans les Zosterophyllophytina. En 2004, Crane et coll. ont proposé un cladogramme où Distichophytum (appelé Rebuchia dans l'étude originale) est classé dans un groupe ancestral paraphylétique de « zostérophylles » élargies, situé à la base des lycopsides (qui comprennent les lycopodes vivants et éteints ainsi que leurs proches).
| groups                | Adoketophyton, Discalis, Distichophytum (=Rebuchia), Gumuia, Huia, Zosterophyllum myretonianum, Z. llanoveranum, Z. fertile                                                                                             |
|                       | Adoketophyton, Discalis, Distichophytum (=Rebuchia), Gumuia, Huia, Zosterophyllum myretonianum, Z. llanoveranum, Z. fertile                                                                                             |
| †'core' zosterophylls | Zosterophyllum divaricatum, Tarella, Oricilla, Gosslingia, Hsua, Thrinkophyton, Protobarinophyton, Barinophyton obscurum, B. citrulliforme, Sawdonia, Deheubarthia, Konioria, Anisophyton, Serrulacaulis, Crenaticaulis |
|                       | Zosterophyllum divaricatum, Tarella, Oricilla, Gosslingia, Hsua, Thrinkophyton, Protobarinophyton, Barinophyton obscurum, B. citrulliforme, Sawdonia, Deheubarthia, Konioria, Anisophyton, Serrulacaulis, Crenaticaulis |
|                       | \| †basal groups \| Nothia, Zosterophyllum deciduum \| \| \| Nothia, Zosterophyllum deciduum \| \| lycopsids \| extant and extinct members \| \| \| extant and extinct members \|                                       |
|                       | |
| †basal groups         | Nothia, Zosterophyllum deciduum |
|                       | Nothia, Zosterophyllum deciduum |
| lycopsids             | extant and extinct members |
|                       | extant and extinct members |

| †basal groups | Nothia, Zosterophyllum deciduum |
|               | Nothia, Zosterophyllum deciduum |
| lycopsids     | extant and extinct members      |
|               | extant and extinct members      |

Hao et Xue en 2013 ont pu répertorié le genre comme zostérophylle.